# Andrew Saul
Andrew Saul (Katonah, 6 novembre 1946) è un funzionario statunitense.
Repubblicano, da sempre sostenitore di Bush, è presidente della Federal Retirement Thrift Investment Board, nominato dal presidente in persona nel 2002 e confermato poi all'unanimità dal senato. Egli controlla quattro miliardi di dollari delle pensioni di quasi quattro milioni di soldati dell'esercito, di uomini della marina, dell'aviazione e di tutti gli impiegati federali.
È anche a capo della Metropolitan Transportation Authority (MTA) a New York. In precedenza aveva ricoperto il ruolo di amministratore delegato e proprietario di Cachè Inc., un'importante società di moda, elencata sul NASDAQ.
| Controllo di autorità | VIAF (EN) 16908146 · LCCN (EN) no2003028419 |